# 蘿潔與黃昏古城
《蘿潔與黃昏古城》是日本一軟體開發，於2016年4月26日在PlayStation Vita平台發售的恐怖動作冒險遊戲，並於同年6月23日發售中文版。後於2017年4月12日在Steam上發售PC版本。

## 故事
注意到的時候已經身處於失去時間的古城，在崩塌的地牢中醒來的只有兩人，背上寄宿著受詛咒之荊棘的少女蘿潔，以及有著圓圓大大螺旋紋、充滿怪力的巨人，兩人必須互相幫助才能在古城中前進，然而少女還不知道......，在前方等待著的是殘酷的命運。

## 玩法
玩家最開始只能操控蘿潔完成關卡，於遊戲前期玩家將遇見巨人，隨後便可操控巨人。蘿潔擁有荊棘魔力，可操控物品的時間；巨人則擁有怪力及不死之軀，玩家必須藉由切換兩個角色來破解關卡謎題。

## 登場角色

### 主要角色
蘿潔（Rose）

名字取自法語Rose的發音，意思為玫瑰。

倒在崩毀之地牢的少女，注意到時背上便長著詛咒的荊棘。平時住在修道院，希望能從危險的古城逃出去，回到自己的家。但是蘿潔和古城似乎有著什麼關係，那樣的過去將蘿潔一步步引導向殘酷的命運。

巨人（Giant）

沉睡在古城深處的巨人，被發現在倒塌的牆壁下，由於蘿潔的發現而重新甦醒過來。臉上有圓圓的紋路，做為蘿潔的夥伴，總是不知道他到底在想些什麼，不過內心肯定是很善良的。似乎是很久以前就被製作出來的，摸起來很潮濕，是個有著很多謎團的巨大生物(？)

### 其他角色
布蘭（Blanc）

名字取自法語Blanc的發音，意思為白色

本作的第一個BOSS。從遊戲線索推測應為蘿潔的雙胞胎姊妹，和蘿潔有著極相似的外型。小時候和蘿潔玩耍時不小心誤闖黑暗荊棘籠罩的禁忌森林而受到荊棘詛咒，並因此遭到囚禁。對於蘿潔的見死不救感到憎恨，但最後依然因為和蘿潔團圓而高興。

薇奧拉（Viola）

本作的最終BOSS。從遊戲線索推測應為「荊棘研究日誌」的作者。不小心誤闖黑暗荊棘籠罩的禁忌森林而受到荊棘詛咒，並因此遭到修道會盯上，在身為城主的父親及「他」的幫助下才能過著平安的日子，但隨著「他」的死亡薇奧拉決定從此沉睡在古城地下的棺材中，直到蘿潔的到來才再次甦醒。

## 音樂
「blood of blanc」

作詞・作曲・編曲 - 杉江一 / 歌手 - 熊田さとみ

「ruin of rose」

作詞・作曲・編曲 - 杉江一 / 歌手 - 熊田さとみ

## 外部連結
- 《ロゼと黄昏の古城》官方網站 （页面存档备份，存于）
- 《A Rose in the Twilight》官方網站 （页面存档备份，存于）